# Ángel Cuniberti
Ángel Cuniberti, I.M.C. (Mondovì, Italia, 6 de febrero de 1921 - 26 de junio de 2012) fue un prelado italiano de la Iglesia católica. Fue ordenado sacerdote el 29 de junio de 1944, como miembro de la congregación religiosa de los Misioneros de la Consolata. 
El 18 de abril de 1961 fue nombrado vicario apostólico de la Diócesis de Florencia, en donde tuvo a su cargo la administración de la educación hasta 1976. Creó el Centro Indigenista de Florencia y programas de educación. Fundó el Seminario Menor San José, el Centro Piloto de Educación Especial y el Monasterio Divino Redentor, entre otras obras en Florencia, capital del departamento colombiano de Caquetá.
En la misma fecha de su nombramiento como vicario apostólico, fue designado obispo titular de Arsinoe di Cipro, y más adelante, el 21 de mayo de ese mismo año, fue consagrado como obispo. El 15 de noviembre de 1978, a la edad de 57 años, renunció a su calidad de Obispo de Florencia. Falleció el 26 de junio de 2012 en su Italia natal.